# Manoir de Nanchapt
Le manoir de Nanchapt, ou manoir de Roumailhac, ou château de Roumailhac, ou hôtel Mérigat, est un hôtel particulier français implanté sur la commune de La Tour-Blanche-Cercles, dans le département de la Dordogne, en région Nouvelle-Aquitaine.
Il fait l'objet d'une protection au titre des monuments historiques.

## Présentation
Le manoir de Nanchapt est un hôtel particulier qui se situe sur le territoire de La Tour-Blanche, ancienne commune intégrée à celle de La Tour-Blanche-Cercles, en Périgord, dans le quart nord-ouest du département de la Dordogne, au centre du bourg de La Tour-Blanche.
L'ensemble est propriété privée pour une partie, et propriété de la commune pour l'autre.
Ses façades et toitures sont inscrites au titre des monuments historiques depuis le 24 juin 1948.

## Histoire
Hôtel particulier de style Renaissance, sa construction commence au XVIe siècle et s'achève en 1617.
Ses différentes appellations se réfèrent à ses occupants successifs : au XVIIe siècle, hôtel Mérigat puis manoir de Nanchapt, avant de porter le nom de château (ou manoir) de Roumailhac au XIXe siècle. Situé au centre du bourg, tout près de la halle, il s'est également appelé « maison du Marché Dieu » au XVIIe siècle.

## Architecture
De forme quadrangulaire délimitant une cour intérieure, la propriété présente au nord-ouest et au nord-est deux logis perpendiculaires. Au nord, à leur jonction, une tour polygonale renferme un escalier en colimaçon qui dessert l'étage des deux logis. Sa porte d'accès est sculptée avec un linteau en accolade.
La façade extérieure du logis nord-ouest s'orne de fenêtres et de lucarnes à meneaux décorées de sculptures, notamment animales. Il en est de même pour son pignon ouest.

## Galerie de photos

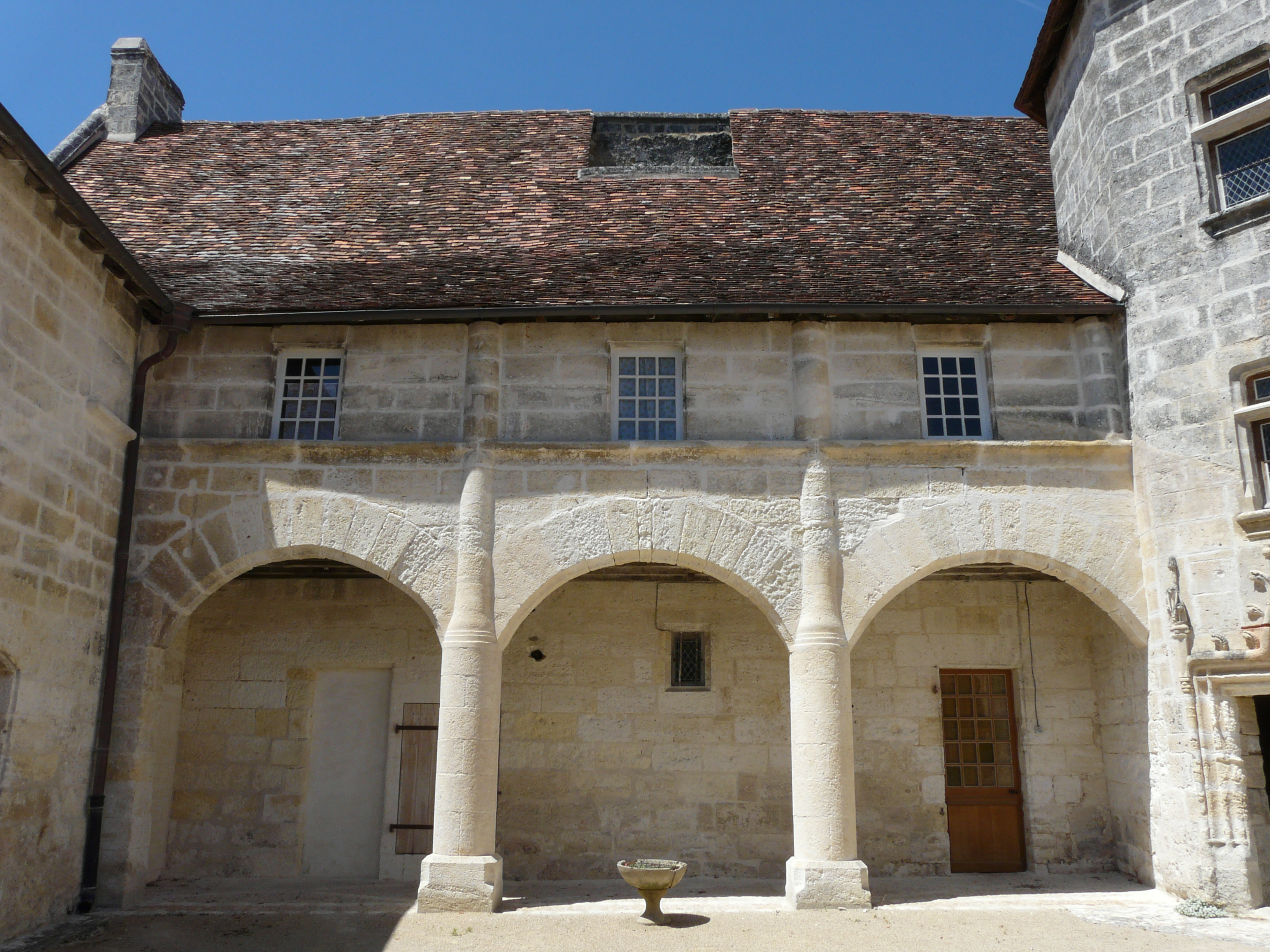
La cour intérieure et sa galerie.
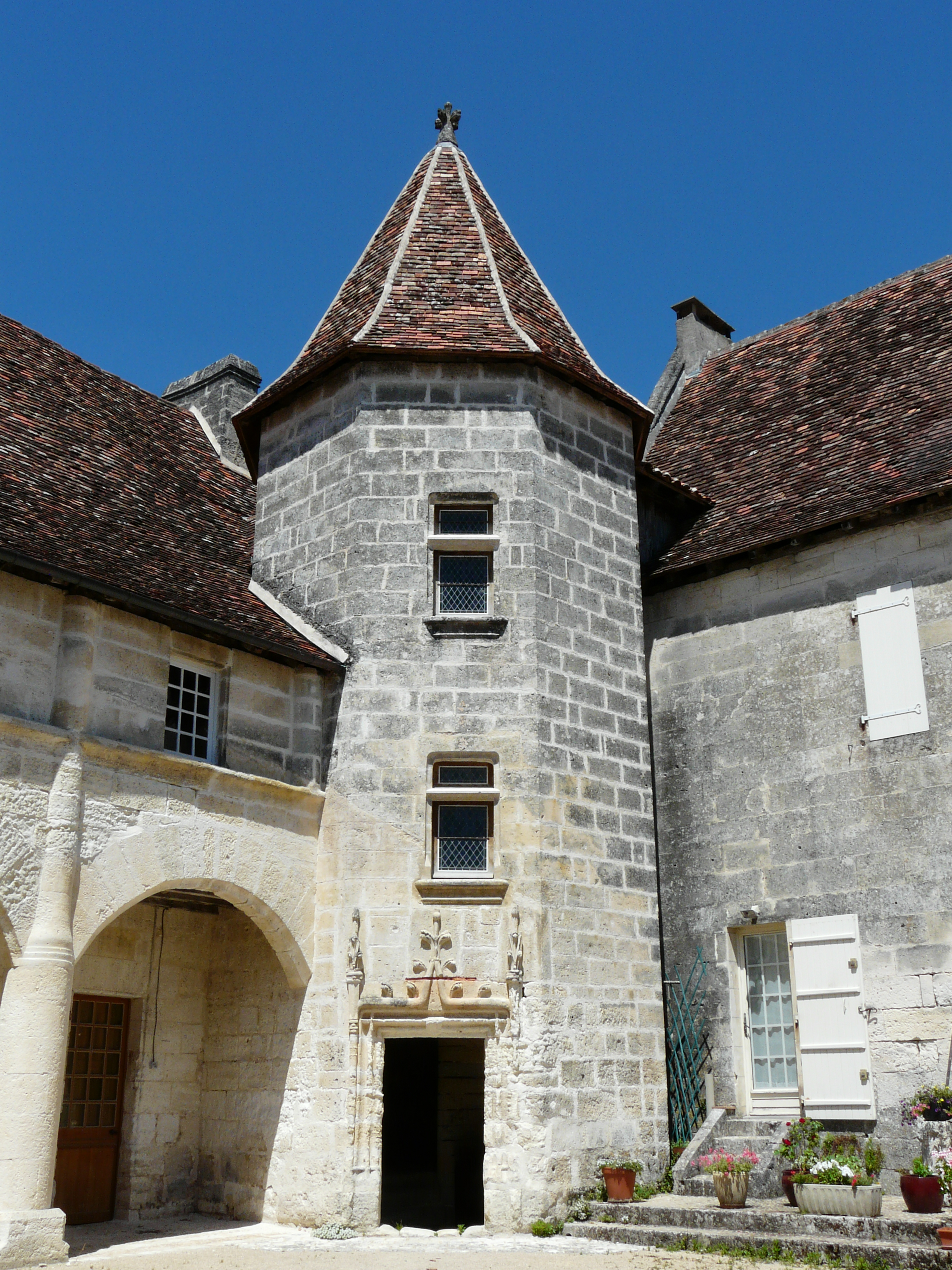
La tour d'escalier.
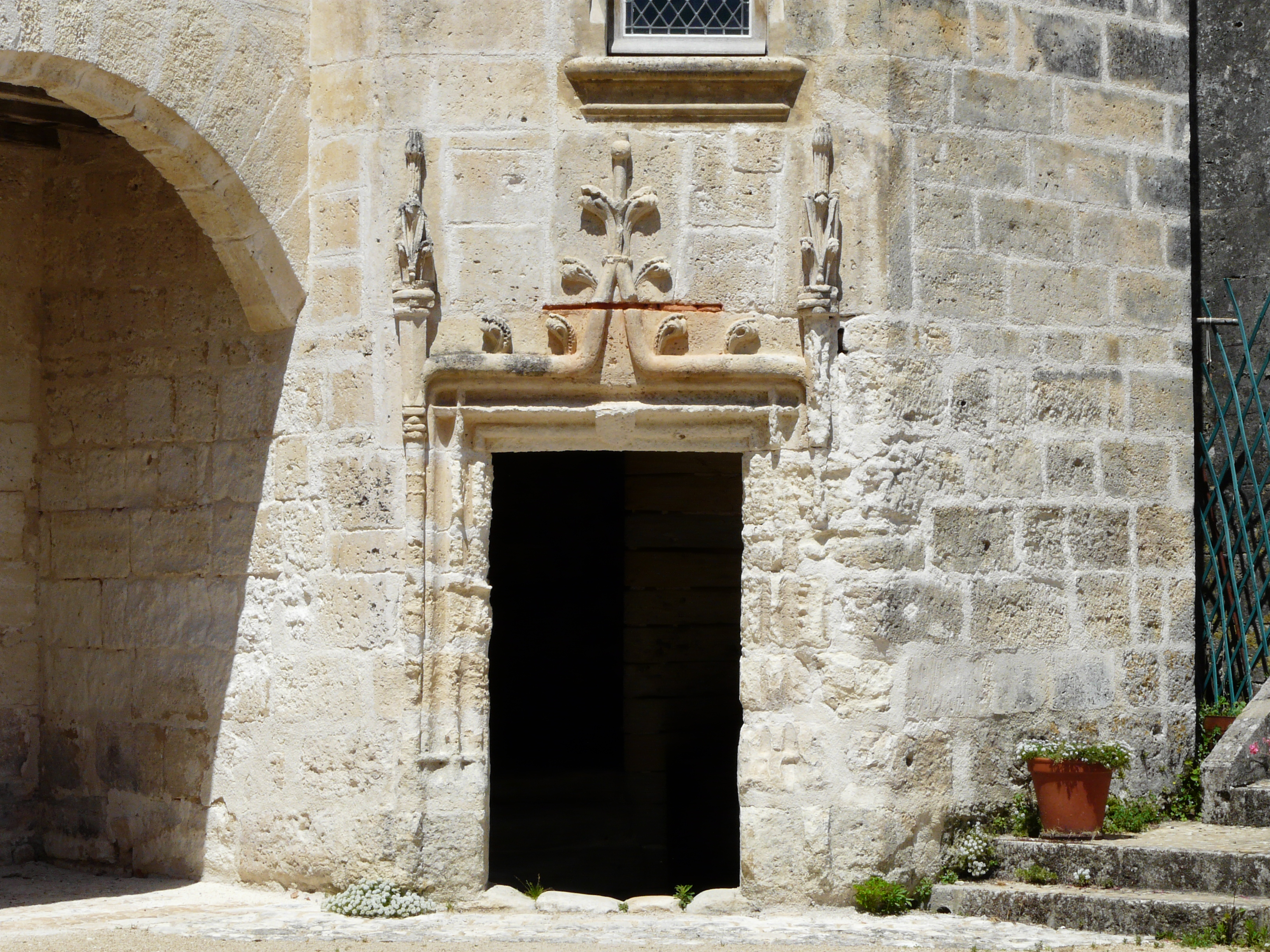
La porte d'accès à la tour d'escalier.
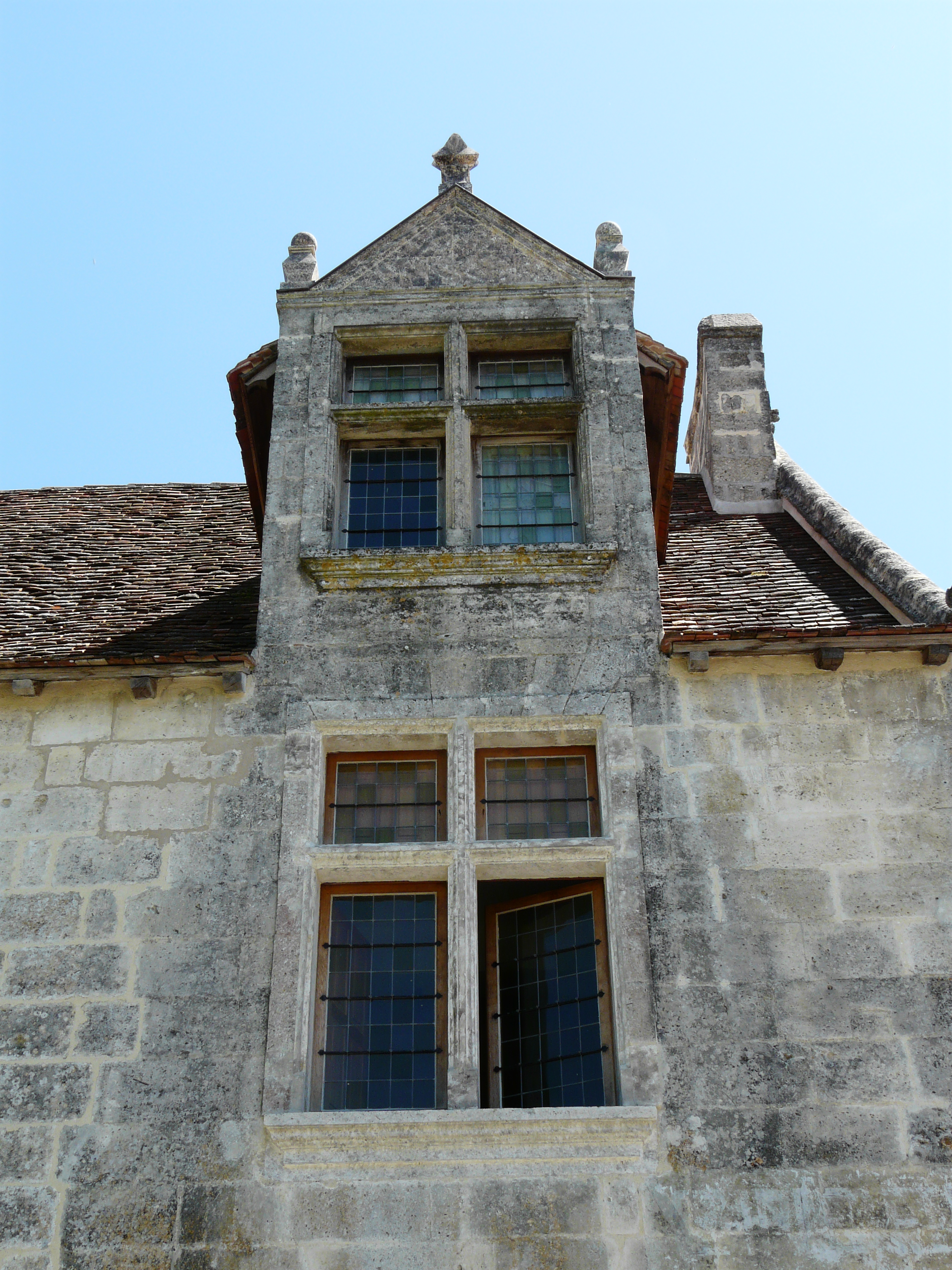
Fenêtre et lucarne à meneaux.
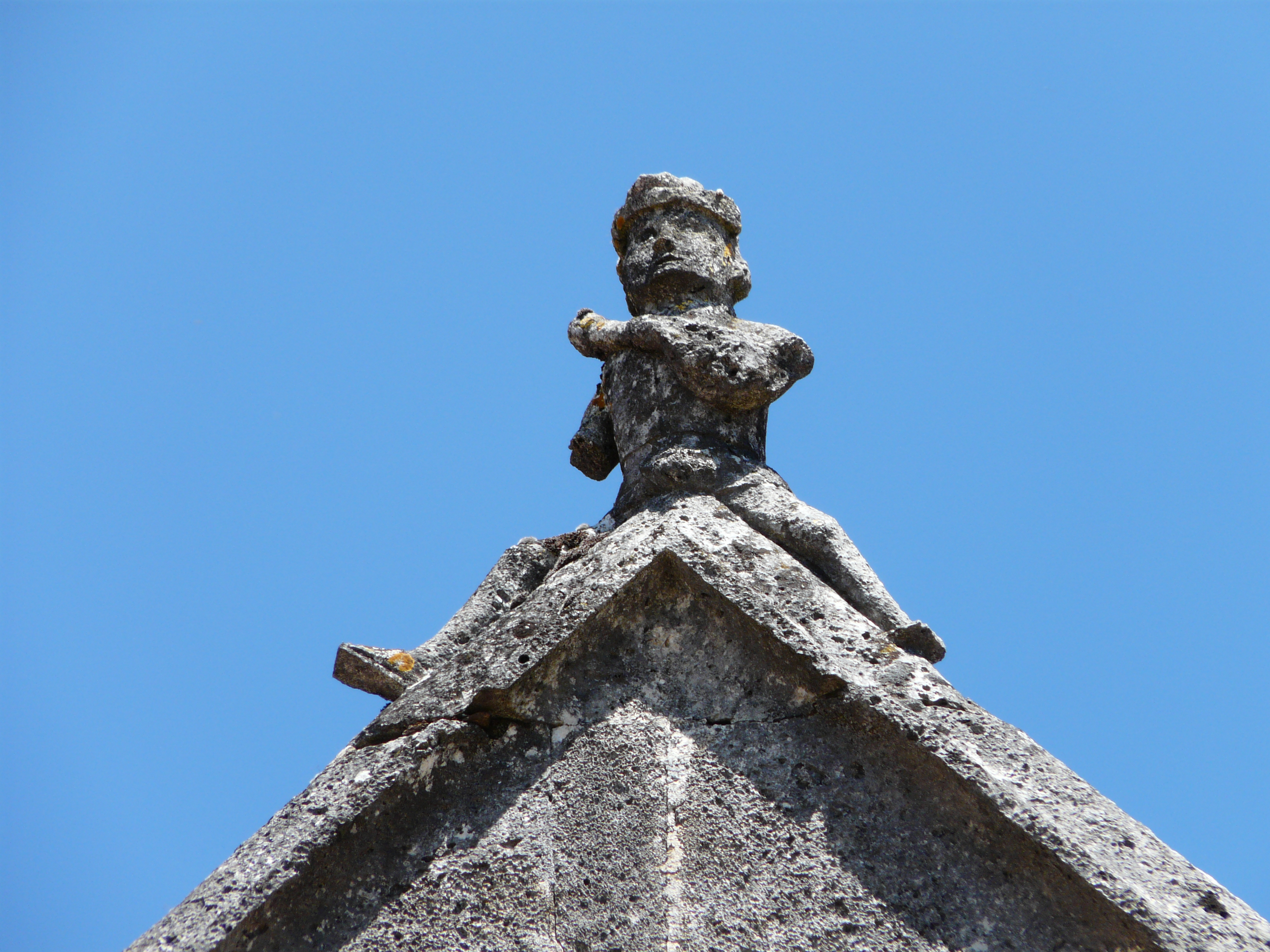
Décor d'une lucarne.
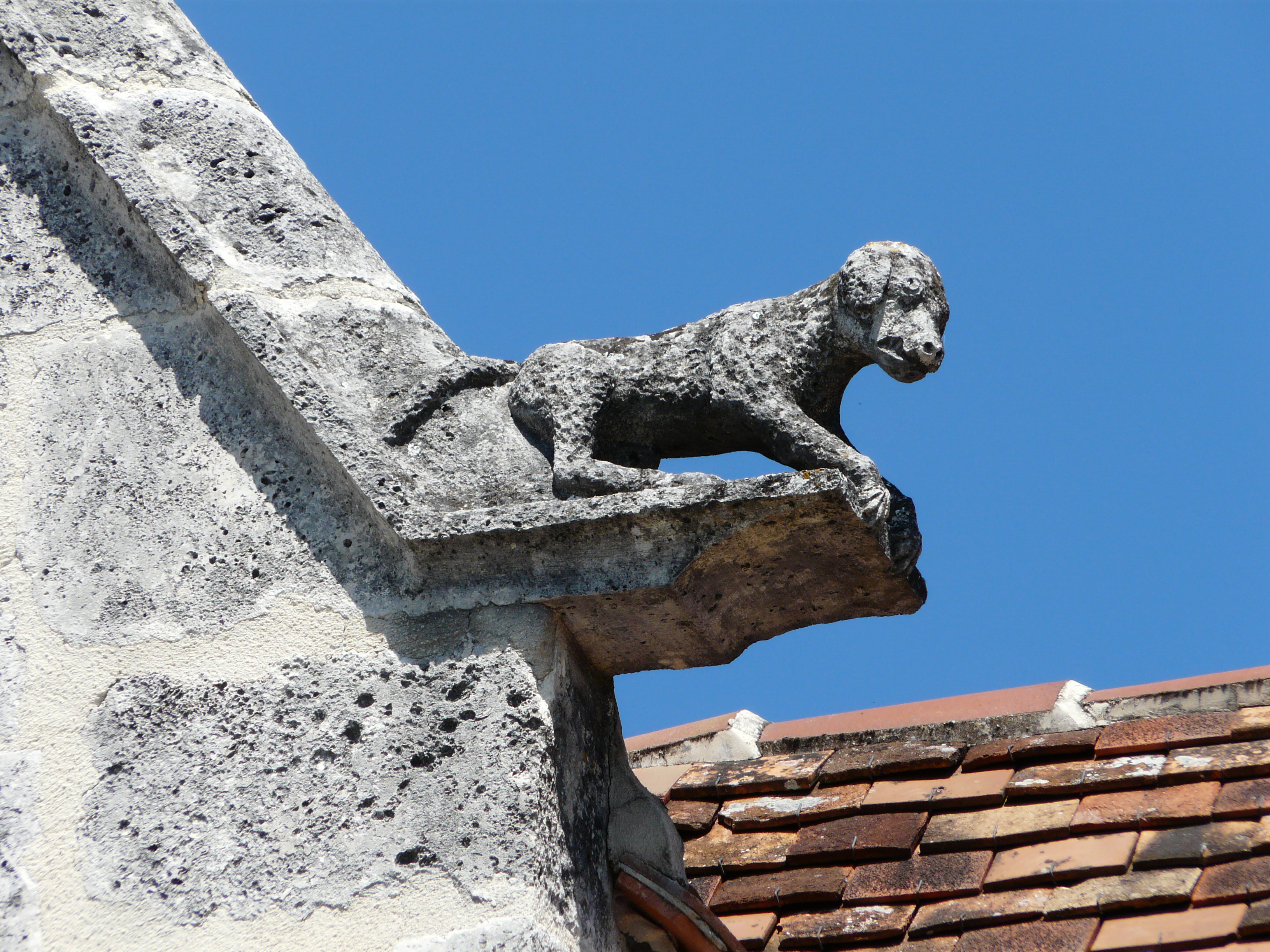
Sculpture d'un chien sur le pignon ouest.